# Islandia en los Juegos Paralímpicos de Pyeongchang 2018
Islandia estuvo representada en los Juegos Paralímpicos de Pyeongchang 2018 por un deportista masculino. El equipo paralímpico islandés no obtuvo ninguna medalla en estos Juegos.